# ظفر اوزگالتکین
ظفر اوزگالتکین (انگلیسی: Zafer Özgültekin؛ زادهٔ ۱۰ مارس ۱۹۷۵) دروازه‌بان فوتبال اهل ترکیه است. از باشگاه‌هایی که در آن بازی کرده‌است می‌توان به اسکی‌شهراسپور، آنکارا گوچو، و کاردمیر اسپور اشاره کرد.
وی همچنین در تیم ملی فوتبال ترکیه بازی کرده‌است و عضو این تیم در جام جهانی فوتبال ۲۰۰۲ بوده‌است.